# Владющенков, Вячеслав Викторович
Вячеслав Викторович Владющенков (род. 22 октября 1981, Горький) — российский футболист, игрок в мини-футбол, тренер. Сын известного мини-футбольного тренера Виктора Владющенкова.

## Биография
Дебютировал в мини-футболе в составе московской «Дины». Несколько лет играл под руководством своего отца Виктора. Всего Владющенков-младший выступал за московский клуб шесть лет с перерывом в 2004 году, когда он провёл часть сезона в казанском «Приволжанине».
В 2006 году перешёл в московский «Спартак», а сезоном позже вновь стал играть под руководством своего отца, но на этот раз в столичном ЦСКА. Там Владющенков-младший провёл довольно успешный сезон, после чего перешёл в «Норильский никель». Некоторое время спустя он стал одним из лидеров норильской команды. Сезон 2009/10 с 23 забитыми мячами завершил лучшим бомбардиром норильчан и пятым бомбардиром всего чемпионата. В сезоне 2013/14 в составе московского клуба «Спартак» стал чемпионом высшей лиги и с 32 голами в 34 матчах стал четвёртом в списке бомбардиров сезона. В сезоне 2014/15 выступал за грозненский клуб «Беркут» в высшей лиги и забил 11 мячей в 18 матчах. В 2015 году перешёл в питерский «Политех», но сыграв за него всего 4 матча закончил карьеру игрока и перешёл к тренерской деятельности.
В сезоне 2015/16 в роли главного тренера привёл московский «Спартак» к бронзовым медалям высшей лиги. С 11 августа 2016 по 23 октября 2017 года работал старшим тренером клуба «Дина».